# Cvíka Hadár
Cvíka Hadár (héberül: צביקה הדר, héber kiejtés: [ˈt͡svika haˈdaʁ]; 1966. április 7. –) izraeli színész, humorista és televíziós műsorvezető.

## Életrajz
Cvi (Cvíka) Fruchter (később Hadár) az izraeli Beér-Sevában született romániai zsidó családban. Gyerekként zongorázni tanult. Pályafutása elején musicalszámokat komponált.
Hadár először Jojo Khalasztraként jelent meg a televízióban a Ha-Comedy Store szatirikus műsorban. Tíz évadon át volt a műsorvezetője a Kokháv Noládnak, az Idol izraeli változatának. Számos izraeli filmben is szerepelt, többek között a Pick a Card című filmben is.
2012 szeptemberében Hadár szívmegállásban szenvedett, amikor megérkezett a tel-avivi klinikára ellenőrzésre. A kardiológus CPR-t végzett és újraélesztette. Átszállították az Ichilov Kórházba, és szívkatéterezés után hazaengedték.

## Díjak és elismerések
1999-ben az Afula Expresszben nyújtott alakításáért jelölték a legjobb színész díjára az Izraeli Filmakadémia díjátadóján.

## Fordítás
Ez a szócikk részben vagy egészben  a   Zvika Hadar című angol Wikipédia-szócikk ezen változatának fordításán alapul.  Az eredeti cikk szerkesztőit annak laptörténete sorolja fel. Ez a jelzés csupán a megfogalmazás eredetét és a szerzői jogokat jelzi, nem szolgál a cikkben szereplő információk forrásmegjelöléseként.